# 簡明仁 (樂天銀行)
簡明仁（1951年1月3日—2021年10月30日），台灣企業家、教師、金融人士。曾任職第一金融控股總經理、台北富邦銀行獨立董事、永豐金董事、第一金人壽保險公司董事長、第一金融資產管理公司董事長、樂天銀行董事長，中華民國三三企業交流會常務監事。曾任教於國立台灣科技大學財金所、文化大學與實踐大學。。